# Mabel Karr
Mabel Karr, nome d'arte di Mabel Campolongo Jaime (Buenos Aires, 27 ottobre 1934 – Madrid, 1º maggio 2001), è stata una modella e attrice argentina, attiva in cinema e televisione, anche in Europa, nota come interprete di telenovele. È stata sposata con l'attore spagnolo Fernando Rey.

## Biografia
In Italia lavorò con Sergio Leone ne Il colosso di Rodi, film del 1961 in cui interpretava la parte della giovane Mirte, patriota di Rodi e innamorata dell'ateniese ed eroico Dario. Fu poi interprete del film spagnolo Esperienze prematrimoniali, del regista Pedro Masó, girato nel 1972, in cui recitò a fianco di Ornella Muti, Manuel de Blas e Rafael Navarro.
Iniziò a lavorare come modella e attrice di fotoromanzi per poi iniziare a recitare nel 1958 per la televisione argentina. Si trasferì quindi in Spagna per far parte del cast del film Las chicas de la Cruz Roja (Le ragazze della Croce Rossa), di Rafael J. Salvia, che le diede una prima notorietà.
In ragione del successo avuto con questo film, decise di stabilirsi in Spagna per recitare in film di José María Forqué (fra cui Un hecho violento e la commedia romantica El día de los enamorados).
Nel 1960 si sposò a Città del Messico con Fernando Rey e durante gli anni sessanta proseguì un percorso costante nel cinema spagnolo, affrontando i generi più diversi e alternando l'attività di interprete cinematografica a quella di attrice teatrale (Un paraguas bajo la lluvia, Un espíritu burlón). Nel 1975 decise di lasciare la recitazione per poi riprenderla solo nel 1996 dopo la morte del marito.

## Filmografia parziale
- Las chicas de la Cruz Roja, regia di Rafael J. Salvia (1958)
- El día de los enamorados, regia di Fernando Palacios (1959)
- Il colosso di Rodi, regia di Sergio Leone (1961)
- Miss Muerte, regia di Jesús Franco (1965)